# Universidade Dōshisha
A Universidade Dōshisha (同志社大学, Dōshisha daigaku), também referida como Dodai (同大, Dōdai), é uma universidade privada situada em Quioto, Japão. Fundada em 1875, é uma das mais antigas instituições privadas de ensino superior do Japão, com aproximadamente trinta mil alunos matriculados nos quatro campus diferentes em Quioto. Faz parte do programa de financiamento universitário do governo japonês, "Global 30" e também do "Kankandoritsu", um grupo de quatro universidades privadas líderes da Região de Kansai do Japão ocidental.
A universidade foi fundada por Joseph Hardy Neesima como Doshisha Academia de Quioto (同志社英学校, Dōshisha eigakkō, Doshisha Academy in Kyoto), e em 1920 foi-lhe concedido o estatuto de universidade. Atualmente, a universidade abrange catorze faculdades e dezesseis escolas de pós-graduação com inúmeras instituições afiliadas, incluindo o Colégio das Mulheres Dōshisha de Artes Liberais (同志社女子大学, Dōshisha joshi daigaku).

## História
A Universidade Dōshisha foi fundada em 1875 como Liceu Doshisha Anglófono de Quioto (同志社英学校, Dōshisha eigakkō, Doshisha Academy in Kyoto) pelo educador protestante Niijima Jō (também conhecido como Joseph Hardy Neesim), para fazer avançar a educação cristã no Japão. Ainda jovem, Niijima partiu do Japão para os Estados Unidos em 1864, apesar da proibição das viagens ao exterior então, imposta aos cidadãos japoneses. Ele estudou na Phillips Academy e Amherst College, e regressou ao Japão em 1874. No ano seguinte, Niijima estabeleceu o Liceu Doshisha com a assistência do missionário metodista canadiano G. G. Cochran. Niijima serviu como presidente da universidade entre 1875 até 1890. Outros presidentes notáveis da universidade foram Yamamoto Kakuma (1890–1892), Seito Saibara (1899–1902), que tornou-se o primeiro membro cristão da Dieta Nacional do Japão, e também o proeminente engenheiro químico Kotaro Shimomura (1904-1907).
Em 1920, a Universidade Doshisha obteve o estatuto universitário e desenvolveu-se numa universidade de pleno direito na tradição académica anglo-americana. Durante a Segunda Guerra Mundial, seus edifícios ganharam nomes japoneses e seu programa de estudos foi despojado dos seus elementos pró-ocidentais. As condições do pré-guerra foram restauradas após a rendição do Japão. Os primeiros cursos de pós-graduação foram instituídos em 1953.
O Amherst College têm mantido relações estreitas com a Universidade Doshisha, e desde 1972, Doshisha colaborou com um consórcio de faculdades de artes liberais norte-americanas, incluindo Amherst para sediar o Associated Kyoto Program (Programa Associado de Quioto). Doshisha também abrigou o Consórcio de Quioto para Estudos Japoneses (京都アメリカ大学コンソーシアム, Kyōto Amerika Daigaku Consōshiamu, Kyoto Consortium for Japanese Studies).